# Eleocharis neozelandica
Eleocharis neozelandica är en halvgräsart som beskrevs av Charles Baron Clarke och Thomas Kirk.
Eleocharis neozelandica ingår i släktet småsäv och familjen halvgräs. Inga underarter finns listade i Catalogue of Life.